# ومتینگا
ومتینگا شهری در شهرستان کومبیسیری در استان بازگا در بورکینافاسوی مرکزی است و جمعیت آن ۷۶۵ نفر است.